# Новомар'їнка
Новома́р'їнка (рос. Новомарьинка) — присілок у складі Тяжинського округу Кемеровської області, Росія.

## Населення
Населення — 253 особи (2010; 367 у 2002).
Національний склад (станом на 2002 рік):
- росіяни — 97 %